# 全日本運輸産業労働組合連合会
全日本運輸産業労働組合連合会（ぜんにほんうんゆさんぎょうろうどうくみあいれんごうかい、略称：運輸労連（うんゆろうれん）、英語：All Japan Federation of Transport Workers' Unions）は、トラック運輸をはじめ、バス・鉄道・港湾・航空などの輸送分野で働く労働者で組織する産業別労働組合である。日本労働組合総連合会（連合）、全日本交通運輸産業労働組合協議会（交運労協）、国際運輸労連（ITF）に加盟している。

## 概要
北海道から九州までの559組合・129,945人の組合員数となっており、各県に事務所を設置している。

## 会員
都道府県に連合会の組織がある。
- 運輸労連北海道地方連合会
- 運輸労連青森県連合会
- 運輸労連岩手県連合会
- 運輸労連秋田県連合会
- 運輸労連山形県連合会
- 運輸労連宮城県連合会
- 運輸労連福島県連合会
- 運輸労連四国地方連合会

複数の連合会の会員になっているものも有り、以下の通りである。
- 全日通労働組合
- ヤマト運輸労働組合
- トナミ運輸労働組合
- TOLLJAPAN労働組合
- セイノースーパーエクスプレス労働組合
- 名鉄運輸労働組合
- 王子運送労働組合
- 丸全昭和運輸労働組合
- 全新潟運輸労働組合
- 日立物流労働組合
- 北勢運送労働組合
- 札幌通運労働組合
- 日通トランスポート労働組合
- 愛知陸運労働組合
- 三菱電機ロジスティクス労働組合
- エスラインギフ労働組合

## 組織内議員
- 赤松広隆（愛知5区）